# Kédange-sur-Canner
Kédange-sur-Canner è un comune francese di 1 096 abitanti situato nel dipartimento della Mosella nella regione del Grand Est.

## Società

### Evoluzione demografica
Abitanti censiti